# Chrysanthus I van Constantinopel

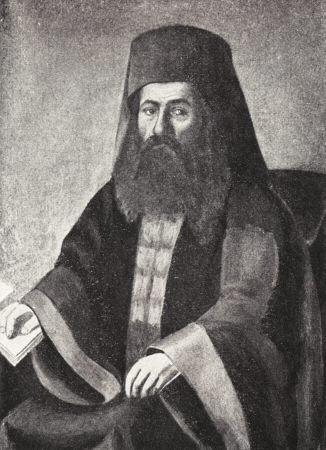
Chrysanthus I

Chrysanthus I (Grieks: Χρύσανθος) (Centraal-Macedonië februari 1768 - Büyükada (Prinseneilanden) 10 september 1834) was patriarch van Constantinopel van 9 juli 1824 tot 26 september 1826.

## Biografie
Chrysanthus was een Slavischtalige Griek. Hij werd geboren in een dorp dat tegenwoordig Kato Grammatiko heet, in het noorden van Griekenland. Hij stamde af van de familie Manoleas, waarvan nog steeds nakomelingen leven. 
Hij was metropoliet van achtereenvolgens Caesarea, Veria, en vanaf 1811 van Serres. Die positie had hij nog toen hij op 9 juli 1824 werd gekozen tot Patriarch van Constantinopel, nadat zijn voorganger Anthimus III van Constantinopel was afgezet door de sultan van het Ottomaanse Rijk.
Chrysanthus was lid van de Filiki Eteria, die streefde naar Griekse onafhankelijkheid. Hij was goed opgeleid, maar ook arrogant. Hij maakte veel vijanden. Hij werd ervan beschuldigd een affaire te hebben met Evfimia, weduwe van de verrader Asimakis. Om die reden werd hij op 26 september 1826  door de Turken werd afgezet, waarna hij werd verbannen naar Kayseri. Hij overleed aldaar op 10 september 1834 en werd begraven in het klooster van Christus de Verlosser op het eiland Prinkipos, waar hij de laatste jaren van zijn leven had gewoond.